# Pariser Verurteilungen
Die Pariser Verurteilungen zahlreicher Thesen des Averroismus und Aristotelismus durch den Bischof von Paris Étienne Tempier am 10. Dezember 1270 und 7. März 1277 als Reaktion auf „das Eindringen der arabischen Philosophie an der Sorbonne“ markieren einen Höhepunkt in der Auseinandersetzung der augustinisch-monastischen Theologie mit diesen philosophischen Strömungen des Hochmittelalters.

## Vorgeschichte an der Pariser Universität
- 1204 wurde Amalrich von Bena, der Philosophie und Theologie lehrte, vom Papst Innozenz III. der Häresie bezichtigt. Viele Amalrikaner wurden 1210 verurteilt und zehn von ihnen wurden lebendig verbrannt. Das 4. Laterankonzil verurteilte 1215 seine Lehre.
- 1210 wurden auf der Pariser Synode die naturphilosophischen Schriften des Aristoteles für den Lehrbetrieb an der Artistenfakultät verboten.
- 1215 verbot der päpstliche Legat Robert von Courson die Physik und Metaphysik des Aristoteles zu lehren.
- 1230 wurden die Aristoteles-Kommentare des Averroes gelesen, nachdem Michael Scotus diese aus dem Arabischen übersetzt hatte.
- 1231 verbot Papst Gregor IX. in einer Bulle die Physik des Aristoteles, bis sie geprüft und von allem Verdacht des Irrtums gereinigt sei[2].
- Von 1243 bis 1248 lehrte Albertus Magnus in Paris und befasste sich dabei intensiv mit Aristoteles.
- Mitte des 13. Jahrhunderts wurden die Schriften des Aristoteles an der Artistenfakultät Grundlage der scholastischen Wissenschaft und am 19. März 1255 als Lehrbücher vorgeschrieben: Logik, Physik, De anima, Metaphysik und Nikomachische Ethik[2].
- Seit 1267 klagten die franziskanischen Lehrer unter ihrem Generalminister Bonaventura von Bagnoregio öffentlich gegen die Thesen des Aristoteles und seiner zeitgenössischen Interpreten wie Siger von Brabant.
- Von 1269 bis 1271 lehrte Thomas von Aquin in Paris und versuchte zu vermitteln. Er systematisierte die Theologie mit den Mitteln der aristotelischen Philosophie.
- 1270 erstellte Ägidius von Rom eine Liste von 95 Irrlehren der Philosophen.

## Verurteilung von 1270
Étienne Tempier verurteilte am 10. Dezember 1270 dreizehn Thesen, ohne die Namen derer zu erwähnen, die diese Lehren verbreiteten.
Folgende sind die Irrlehren, die von Herrn Stephan, dem Bischof von Paris, zusammen mit allen, die sie wissentlich lehren oder behaupten sollten, verurteilt und exkommuniziert worden sind im Jahre des Herrn 1270, am Mittwoch nach dem Feste des hl. Nikolaus im Winter.
1. Dass der Intellekt aller Menschen ein und derselbe ist an Zahl.
2. Dass Folgendes falsch oder uneigentlich (gesagt) ist: Ein Mensch versteht.
3. Dass der Wille des Menschen aus Zwang will oder wählt.
4. Dass alles, was hier auf Erden geschieht, dem Zwang von Himmelskörpern unterliegt.
5. Dass die Welt ewig ist.
6. Dass es niemals einen ersten Menschen gegeben hat.
7. Dass die Seele … vergehe, wenn der Körper vergeht.
8. Dass die nach dem Tode abgetrennte Seele nicht unter körperlichem Feuer leidet.
9.  Dass der freie Wille ein passives, nicht aktives Vermögen ist und dass er durch Zwang von dem, was er erstrebt, bewegt wird.
10. Dass Gott nicht Einzeldinge erkennt.
11. Dass Gott nicht von sich anderes erkennt.
12. Dass menschliche Handlungen nicht durch göttliche Vorsehung geleitet werden.
13. Dass Gott nicht Unsterblichkeit oder Unvergänglichkeit einer sterblichen oder vergänglichen Sache geben kann.

Sie sagen nämlich, dies sei wahr gemäß der Philosophie, aber nicht gemäß dem katholischen Glauben, als ob diese zwei gegensätzliche Wahrheiten seien und als ob gegen die Wahrheit der Hl. Schrift Wahrheit in Sätzen verdammter Heiden sei, von denen geschrieben steht: ‚Ich will zunichte machen die Weisheit der Weisen’ (1 Kor 1, 19), weil die wahre Weisheit die falsche Weisheit zunichte macht. Dass doch solche (Philosophen) den Rat des Weisen beachten, der da spricht: ‚Nur wer imstande ist, antworte deinem Mitmenschen, wenn nicht, leg die Hand auf den Mund’ (Sir 5, 12). Damit also unvorsichtige Reden nicht Einfältige in Irrtum ziehen, verbieten wir nach gemeinsamem Rat von Doktoren der Hl. Schrift wie anderer kluger Männer solches und ähnliches und verurteilen es ganz und gar; wir exkommunizieren alle jene, die die genannten Irrlehren oder irgendeine von ihnen als Dogma verkünden oder sich irgendwie vornehmen, sie zu verteidigen oder zu behaupten, ebenso auch deren Hörer, wenn sie sich nicht binnen sieben Tagen dem Kanzler der Universität entdecken wollen (…).

## Verurteilung von 1277
Am 23. November 1276 hatte der Inquisitor Simon du Val die ehemaligen Lehrer der Artistenfakultät zu Paris (Siger von Brabant, Gosvin von La Chapelle und Bernier von Nivelles) vor sein Tribunal geladen. Am 18. Januar 1277 wurde Tempier von Papst Johannes XXI. aufgefordert, Gerüchten über neuerliche Irrlehren an der Universität Paris nachzugehen. Tempier rief eine Theologenkommission zusammen, der auch Heinrich von Gent angehörte.
Am 7. März 1277 veröffentlichte Tempier einen Syllabus von 219 Thesen, die an der Artistenfakultät diskutiert wurden. Sie betreffen philosophische und theologische Themen wie den Wissenschaftscharakter der Theologie, die Erkennbarkeit Gottes, das göttliche Wissen, die Allmacht Gottes, den Willen Gottes, die Freiheit des menschlichen Willens, die Unsterblichkeit der Seele, die Eucharistie, die Morallehre, die Angelologie und die Kosmologie.
Prolog des Dekrets
Es wird die Lehre der 219 Thesen unter die Strafe der Exkommunikation gestellt und die doppelte Wahrheit verurteilt: Sie sagen nämlich, diese Irrlehren seien wahr im Sinne der Philosophie, aber nicht im Sinne des katholischen Glaubens, als gebe es zwei gleichsam entgegengesetzte Wahrheiten.
Außerdem werden ein dreibändiges Werk De amore über die höfische Liebe, ein Buch über Geomantie sowie Schriften über Nekromantie, Gebräuche von Zauberern, Teufelsanbetungen und seelengefährdende Beschwörungen verboten.

## Anpassungen nach 1277
- Die beiden Verurteilungen von 1270 und 1277 wurden mit derjenigen Verurteilung des Pariser Bischofs Wilhelm von Auvergne von 1241 sowie derjenigen des Erzbischofs von Canterbury Robert Kilwardby von 1277 zu der Sammlung „Collectio errorum in Anglia et Parisius condemnatorum“ zusammengefasst.

- Unter den 219 Thesen sind auch einige Lehrstücke des Thomas von Aquin. Um dessen Verurteilung zu verhindern, stellte Gottfried von Fontaines 1296 im Rahmen einer Quaestio quodlibetalis die Frage, ob der Nachfolger Tempiers eine Sünde begehe, wenn er dessen Syllabus aufgrund seiner Mängel nicht korrigiere[10]. Nach der Heiligsprechung von Thomas von Aquin 1323 korrigierte der Pariser Bischof Etienne Bourret 1325 die Irrtumsliste.

## Auswirkungen
- Doppelte Wahrheit: Der Verurteilungstext von 1277 überliefert, was per kirchlichem Dekret nicht gedacht werden sollte. Die Philosophie befreite sich in Folge zunehmend, unter anderem mit Wilhelm von Ockham, vom Einfluss der Theologie.
- Der französische Physiker und Wissenschaftshistoriker Pierre Duhem betrachtete die Verurteilungen als Geburtsdatum der modernen Wissenschaft, weil die aristotelische Physik mit ihrem Horror vacui zurückgewiesen und damit Raum für die moderne Naturwissenschaft geschaffen wurde[11].
- Die Verurteilungen in Paris wurden vom Philosophiehistoriker Steenberghen als „wahrer Angelpunkt der Geistesgeschichte dieser Epoche“[12] und von Gilson als epochales „landmark“ (Grenzzeichen)[13] bezeichnet.